# Tsubasa Kawanishi
Tsubasa Kawanishi (japanisch 川西 翼 Kawanishi Tsubasa; * 12. Juni 2002 in der Präfektur Tokio) ist ein japanischer Fußballspieler.

## Karriere
Tsubasa Kawanishi erlernte das Fußballspielen in den Jugendmannschaften von Sorriso Kumamoto und Avispa Fukuoka  sowie in der Schulmannschaft der Kyushu International University High School. Seinen ersten Vertrag unterschrieb er am 29. Januar 2021 bei Albirex Niigata (Singapur). Der Verein ist ein Ableger des japanischen Zweitligisten Albirex Niigata, der in der ersten singapurischen Liga, der Singapore Premier League, spielt. Sein Erstligadebüt gab Tsubasa Kawanishi am 25. April 2021 (10. Spieltag) im Auswärtsspiel gegen Balestier Khalsa. Hier wurde er in der 90.+2 Minute für Yu Tokiwa eingewechselt. Albirex gewann das Spiel mit 4:1. Am Ende der Saison feierte er mit Albirex die singapurische Meisterschaft. Nach der Meisterschaft ging er nach Australien, wo er sich dem Albion Rovers FC in Cairnlea anschloss.

## Erfolge
Albirex Niigata (Singapur)
- Singapurischer Meister: 2022